# Đỗ Huy Nhiệm
Đỗ Huy Nhiệm (杜輝任; sinh ngày 16 tháng 3 năm 1915 - ?), bút danh: Đỗ Phủ, Thiếu Lăng, là nhà thơ Việt Nam thời tiền chiến.

## Cuộc đời
Đỗ Huy Nhiệm, quê gốc ở Phú Yên, nhưng sinh ra ở Nam Định. Trước ông họ Hồ, sau đổi ra họ Đỗ.
Thuở nhỏ, ông học ở Nam Định cho đến khi đỗ bằng Thành chung, rồi lên Hà Nội học tiếp cho đến khi thi đỗ Tú tài.
Khoảng năm 1941, ông vào làm ở Sở Trước bạ Hà Nội. Tháng 10 năm 1941, ông được Hoài Thanh và Hoài Chân viết bài giới thiệu trong quyển Thi nhân Việt Nam (xuất bản năm 1942).
Ông có thơ đăng trên các báo thời bấy giờ, như: Phụ nữ thời đàm, Tân thiếu niên, Tiến hóa, Văn học tạp chí, Hà Nội báo, Tiểu thuyết thứ năm, Trào phúng, Đông thanh, Đông Á, Đông Tây, Tin mới,... Ông đã xuất bản 2 tập thơ là Khúc ly tao (1934), Thiên diễm tuyệt (1936) và tập truyện Tiền kiếp (Tam kỳ thư xã xuất bản, Hà Nội, 1943).
Tháng 9 năm 1968, Đỗ Huy Nhiệm lại được Nguyễn Tấn Long và Nguyễn Hữu Trọng giới thiệu trong bộ sách Thi nhân tiền chiến, xuất bản tại Sài Gòn năm 1969.
Không rõ Đỗ Huy Nhiệm còn sống hay đã mất nhưng theo Tạp chí Văn học số tháng 7 năm 2002 thì nhà thơ Gia Ninh, trong dịp kỷ niệm 70 năm phong trào Thơ Mới cho biết: “Năm 1992, khi Hà Nội kỷ niệm 60 năm phong trào Thơ Mới, tôi thấy còn 9 nhà thơ mới dự. Có lẽ tôi đã bỏ sót 2 người: Đỗ Huy Nhiệm và Nguyễn Xuân Huy vì không tìm ra địa chỉ. Tôi nhớ sau ngày giải phóng Thủ đô, có gặp anh Đỗ Huy Nhiệm và anh nói với tôi đã bỏ thơ từ lâu, không cầm bút nữa, sau đó biệt tin luôn...”.

## Tác phẩm
- Khúc ly tao (thơ, 1934)
- Thiên diễm tuyệt (thơ, 1936)
- Tiền kiếp (tập truyện ngắn, Tam Kỳ thư xã Hà Nội xuất bản, 1943)

## Sự nghiệp văn chương
Mặc dù được đào tạo trong môi trường tân học, nhưng Đỗ Huy Nhiệm lại chịu ảnh hưởng khá nhiều của nền văn hóa phương Đông. Trong số các nhà thơ nổi tiếng của Trung Quốc, ông rất say mê Đỗ Phủ, Khuất Nguyên, cho nên ông đã lấy tên và hiệu của Đỗ Phủ làm bút danh, lấy tên tập thơ (Ly tao) của Khuất Nguyên làm tên cho Khúc ly tao của mình.
Không chỉ có vậy, theo Hoài Thanh và Hoài Chân, thì những vần thơ của ông còn "phảng phất giọng Đường".
Đánh giá sự nghiệp văn chương của Đỗ Huy Nhiệm, Từ điển Văn học (bộ mới) viết đại để như sau:
Thơ ông nói về thứ tình cảm muôn thuở của con người, nhưng đã có thêm "một chút xôn xao mới" (theo Thi nhân Việt Nam). Đó là những hồi ức về tuổi thơ hồn nhiên (Tuổi thơ, Xuân hoài, Âm thầm); là sự say mê, sự đồng cảm, những giận hờn nũng nịu, và cả những tình yêu đơn phương cùng nỗi sầu chi biệt (Vạn vật, Đôi ta, Thẹn, Truyện thần tiên, Bắt đền, Thẹn lời, Nhớ, say, Đêm chia biệt, Mưa, Bóng yêu đương); là hoài niệm giữa một thiếu nữ khuê phòng với một người đã trót mang một kiếp gió mây (Kiếp gió mây), giữa người khách tài hoa phiêu lãng với nàng ca kỹ trên bến Cô Tô (Phóng lãng, Thu hoài)...Tuy nhiên, thơ ông khác với lối tả tình sướt mướt lúc bấy giờ. Đó là chỉ những lời kể chuyện tâm tình nhẹ nhàng, nỗi buồn cũng dịu nhẹ, man mác, có khi đan xen giữa hồi ức và hiện tại.
Về hình thức, thơ ông "phảng phất giọng Đường thi" (theo Thi nhân Việt Nam), nhưng câu thơ không bị gò bó bởi niêm luật, cách diễn đạt đã "tự do" hơn về câu chữ. Tuy bút pháp của ông không có gì thật mới lạ, song nó có sự mượt mà, bình dị, ít triết lý và cách diễn đạt tâm lý cũng đã khá tinh tế...
Ngoài thơ, Đỗ Huy Nhiệm còn viết văn xuôi. Tập truyện Tiền kiếp của ông gồm 9 truyện ngắn, phần lớn viết phỏng theo lối truyền kỳ. Ở đó, nhờ ông chú ý mô tả cảnh sắc thiên nhiên, phần nào khai thác được tâm lý nhân vật…nên đã tạo được một không khí vừa cổ xưa, vừa hiện đại. Cách hành văn trong tập truyện này cũng tương đối giản dị, ngắn gọn.

## Thơ Đỗ Huy Nhiệm
Trong quyển Thi nhân Việt Nam, ông có ba bài thơ được tuyển giới thiệu, đó là: Đìu hiu, Hoa tủi và bài thơ sau: 
| Thơ Say Buồn ở đâu theo tối xuống rồi, Đã tràn u ám cả hồn tôi Đang ngồi say khướt bên ao vắng Tha thẩn nhớ người không nhớ tôi. Viết vội mấy dòng kẻo ý tan Đang khi hồn ở chốn mơ màng Để mong ân ái vài giây phút Giữa lúc say say tưởng cạnh nàng. Viết được mấy dòng rặt những: em Thế rồi khoa chén uống huyên thiên Bởi vì mai tỉnh, giờ vui hết, Nàng sẽ quay về ở chốn tiên. Người ở tiên cung vốn lạnh lùng Có bao giờ bận với yêu mong. Mà tôi yêu lắm, tôi mong lắm, Nàng có bao giờ biết thế không? Chả nhẽ suốt đời trong mộng tưởng Chỉ say mới dám ngỏ yêu nàng! Lòng ơi! Gió đã về bên ấy Còn đợi bao giờ nhắn ý sang? | Qua đã say rồi, nay lại say, Rượu vơi, buồn vẫn lẩn đâu đây. Nghiêng hồ tôi rót cho đầy chén Để giữ người yêu hết trọn ngày. Nàng chỉ thăm tôi những lúc buồn, Khi hồ đầy rượu, buổi hoàng hôn, Lúc hồn chuếnh choáng say say ấy Rồi lại quay về tận cuối thôn. Nàng về thôn nảo thôn nao ấy Sau núi nghiêng nghiêng đá trập trùng Những buổi chiều vàng, sau nắng lạt, Theo chiều lại đến với yêu mong. Chiều nay nàng đến trong ly rượu Tôi uống vơi vơi hết cả nàng. Tôi uống dặt dè từng hớp một, Sợ mai nàng bận chẳng buồn sang. Trăng đã lên cao. Rượu cạn rồi, Cả nàng đã đẫm cả hồn tôi. Ngày mai rượu hết nghiêng hồ rỗng Vét chút hương còn ép sát môi. (Tiểu thuyết thứ năm) |